# Elmler Akademiyasi (metropolitana di Baku)
Elmler Akademiyasi è una stazione della Linea 2 della Metropolitana di Baku.
È stata inaugurata il 31 dicembre 1985.